# Veturius assimilis
Veturius assimilis es una especie de coleóptero de la familia Passalidae.

## Distribución geográfica
Habita en la Guayana Francesa y Brasil.